# Arabesque (canção)
"Arabesque" é uma canção da banda britânica de rock alternativo Coldplay presente em seu oitavo álbum de estúdio, Everyday Life. Foi lançado em 24 de outubro de 2019, junto com o single "Orphans" e aparece em Sunrise, o primeiro lado do álbum. A obra apresenta vocais do cantor belga Stromae e seções de instrumentais de Femi Kuti e sua banda. A canção foi escrita por todos os membros da banda, bem como por Drew Goddard, Femi Kuti e Stromae, enquanto a produção foi realizada pelo The Dream Team. É o primeiro lançamento de estúdio da banda a apresentar palavrões.

## Antecedentes e promoção
Em 24 de outubro de 2019, foi anunciado que a canção seria lançada como um single juntamente com "Orphans" como os principais singles de Everyday Life. Antecipando a nova era, a banda colocou uma contagem regressiva para o lançamento com algumas horas de antecedência.

## Recepção da crítica
"Arabesque" recebeu aclamação da crítica. Dan Stubbs, da NME, afirmou que a canção "encontra o Coldplay em território menos familiar do que 'Orphans', na medida em que possui vocais franceses e um surto de saxofone que transforma a canção em uma peça de jazz moderna que não poderia estar mais em sintonia com o espírito da época do nu-jazz se tentasse." Escrevendo para a Under the Radar, Christopher Roberts nomeou "Arabesque" como a melhor canção da semana, afirmando que é "uma das músicas mais interessantes que a banda lançou em anos". Christian Eede, do The Quietus, escreveu que "o Coldplay está desenterrando suas raízes e brincando com o tecido básico de seu som com uma peça ofensiva e sedutora que ataca o trompete primeiro", e nomeou "Arabesque" uma das melhores faixas de outubro 2019.

## Desempenho nas tabelas musicais
| Tabela musical (2019)                                   | Melhor posição |
| ------------------------------------------------------- | -------------- |
| Bélgica (Ultratip Bubbling Under da Valônia)            | 20             |
| Bélgica (Ultratip Bubbling Under de Flandres)           | 8              |
| Estados Unidos (Billboard Hot Rock & Alternative Songs) | 29             |
| Reino Unido (Singles Downloads Chart)                   | 75             |